# Pandanus thwaitesii
Pandanus thwaitesii är en enhjärtbladig växtart som beskrevs av Ugolino Martelli. Pandanus thwaitesii ingår i släktet Pandanus och familjen Pandanaceae. Inga underarter finns listade.